# グリエルモ・ミケーリ
グリエルモ・ミケーリ（イタリア語: Guglielmo Micheli, 1866年10月12日 - 1926年9月7日）はイタリアの画家である。マッキア派の画家、ジョヴァンニ・ファットーリの弟子であり、10代であったアメデオ・モディリアーニを教えた画家である。風景画や家畜の絵を描いた。

## 略歴
トスカーナ州のリヴォルノで生まれた。リヴォルノの美術学校で、ベッティ(Natale Betti)に学んだ後、地元の起業家の奨学金を得て、フィレンツェに移り、フィレンツェの美術学校に入学した。ジョヴァンニ・ファットーリ(1825-1908)の教室でも学び、ファットーリのお気に入りの弟子になった。
1894年から1906年の間、リヴォルノで暮らし、リヴォルノのミケーリのスタジオで若い画家たちを指導した。その中にはアメデオ・モディリアーニ(1884-1920)
やジーノ・ロミティ(Gino Romiti:1881–1967)、オスカル・ギリア(1876-1945)らがいた。
1907年からアックイ・テルメ、サルデーニャのイグレージアスやサッサリ、コルトーナやシチリアのカルタニッセッタ、アレッツォなどで活動し、美術教師として働いた。
マッキア派のスタイルで風景画や家畜の絵を描いた後、海岸や港の風景を描いた。水彩画や銅版画の制作もした。

## 作品

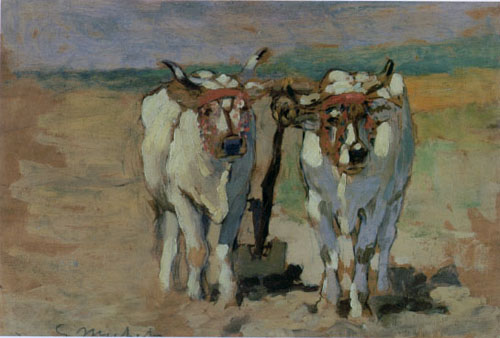
2頭の白い牛
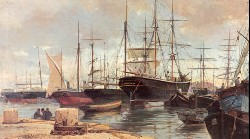
リヴォルノの港